# Fernando Urdapilleta
Fernando Vicente Urdapilleta González Bonorino (Buenos Aires, 5 de agosto de 1924- Buenos Aires, 17 de agosto de 2013) fue un militar argentino designado como gobernador de facto de la provincia de Jujuy entre 1976 y 1981 durante la dictadura autodenominada Proceso de Reorganización Nacional. Fue hijo del juez José Lorenzo Urdapilleta (uno de los bisnietos del militar y arquitecto Pascual Urdapilleta) y padre del actor Alejandro Urdapilleta.

## Biografía
El 3 de marzo de 1942, ingresó en el Colegio Militar de la Nación, de donde egresó como subteniente de Caballería en diciembre de 1944. Entre 1951 y 1955, al ser dado de baja del Ejército, permaneció exiliado en el Uruguay, por haber participado en el movimiento golpista del general de brigada Benjamín Menéndez.
En 1951, representó a Argentina en los Juegos Panamericanos de ese año celebrados en Buenos Aires en equitación, obteniendo una medalla de oro y otra de plata.
El 31 de diciembre de 1972, ascendió a general de brigada y ocupó el cargo de comandante de la II Brigada de Caballería Blindada. El golpe de Estado del 24 de marzo de 1976 lo nombró como gobernador de facto de la provincia de Jujuy, cargo que asumiera el 22 de abril de 1976.  
Fue presidente de la Comisión del Arma de Caballería "San Jorge" entre mayo de 1991 y abril de 1992.
Falleció en Buenos Aires el 17 de agosto de 2013 a los 89 años de edad.